# Prehistorie van de Levant
De prehistorie van de Levant omvat de voorgeschiedenis van de Levant vanaf de komst van de eerste mensen in de steentijd. Vanaf de bronstijd vinden we de eerste geschreven bronnen, en kan men spreken van het begin van de historische tijd.

## Paleolithicum
Ongeveer twee en een half miljoen jaar geleden begon op aarde een periode van ijstijden, afgewisseld door warmere perioden.

### Vroegpaleolithicum
Homo erectus was de eerste mens die Afrika verliet en zich op andere continenten begon te vestigen. Vondsten van Homo erectus zijn gedaan bij Ubeidiya.

### Middenpaleolithicum
Tijdens het middenpaleolithicum werd de regio bewoond door de neanderthaler. Belangrijke vindplaatsen zijn de Tabun- en Amud-grotten. In dezelfde periode ontwikkelde zich in Afrika de vroege moderne mens. Skeletvondsten in de Skhul-grot tonen dat deze vanaf ca. 100.000 BP soms doordrong tot in Palestina. Vondsten in de Qesem-grot tonen mogelijk zelfs een aanwezigheid teruggaande tot 400.000 jaar BP. Deze vroege migranten werden echter weer teruggedrongen, zoals 60.000 jaar oude neanderthaler-skeletvondsten bij Kebara aantonen. Met 55.000 jaar BP is Amud 1 de jongste vondst. Vanaf ca. 50.000 BP vestigde de moderne mens zich definitief in de regio.

### Laatpaleolithicum
Met de definitieve vestiging van de moderne mens begint het laatpaleolithicum.
Het Emiran is de oudst bekende laatpaleolithische cultuur waar latere culturen van het laatpaleolithicum op terug te voeren zijn. Ze is ook opmerkelijk omdat ze niet lijkt te zijn afgeleid van een bekende oudere cultuur in Eurazië of Afrika, en daarmee inheems is in de Levant.

## Epipaleolithicum
Het epipaleolithicum, wordt geacht in Palestina rond 18.000 v.Chr. te beginnen. In Zuidwest-Azië vond in dit tijdvak een van de belangrijkste ontwikkelingen in de geschiedenis van de mens plaats: de overgang naar een maatschappij van landbouwers en veehouders.
Het lokale klimaat aan het begin van deze periode verschilde aanzienlijk van het tegenwoordige. In ieder geval was het aanmerkelijk kouder. Er bestaan echter verschillende opvattingen waar het de jaarlijkse hoeveelheid neerslag betreft. Sommige geleerden menen dat er destijds meer regen viel. Recente metingen en analyse van zuurstofisotopen in grotten hebben deze opvatting echter in twijfel doen trekken. Sindsdien is een substantiële groep klimatologen van mening dat het klimaat destijds juist aanzienlijk droger was.
Rond 13.000 v.Chr. veranderde het klimaat. Het werd warmer en de hoeveelheid neerslag nam toe. Wilde tarwe gedijde uitstekend in dit klimaat. De zeespiegel lag beduidend lager dan tegenwoordig. De huidige Golf van Suez en de Golf van Akaba waren land, zodat de Sinaï destijds geen schiereiland was. Volgens Noll lagen er meren in de Negevwoestijn. De Dode Zee, het Meer van Tiberias en de vallei van de Jordaan zouden deel hebben uitgemaakt van een groot zoutwatermeer, het Lisanmeer. Gedurende het Mesolithicum werd het meer kleiner; de Jordaanvallei kwam boven water te liggen. Spoedig vestigden zich hier mensen.
Zie ook: Kebaracultuur

### Natufische cultuur
Zie Natufische cultuur voor het hoofdartikel over dit onderwerp.
De groep mensen in het gebied rond het zich terugtrekkende Lisanmeer bezaten wat de Natufische cultuur wordt genoemd. Al vóór de ontwikkeling van de landbouw leidden zij geen nomadisch bestaan maar leefden in permanente nederzettingen. In zo'n nederzetting leefden naar schatting ongeveer 100 mensen, soms nog minder. De Natufiërs hielden honden als huisdier en leefden van de jacht op gazellen, hazen en vogels. Nadat het klimaat vochtiger werd en tarwe zonder menselijke bemoeienis spontaan op de heuvels begon te groeien, veranderde hun voedingspatroon. Door de rijpe zaden te oogsten konden de Natufische gemeenschappen grotendeels in hun voedsel voorzien.
Vanaf 9000 v.Chr. is in Jericho al een eerste sedentaire laag vastgesteld van een nederzetting waarvan het technisch niveau vergelijkbaar was met dat van Çatalhöyük in Anatolië. De Natufische cultuur strekte zich uit over het Mediterrane deel van de Levant. De Natufiërs waren waarschijnlijk de voorouders van de bouwers van de eerste neolithische nederzettingen in dit gebied.
Al was de bodem er niet zo vruchtbaar, tot circa 5000 v.Chr. regende het veel in dit gebied met maritiem klimaat. Daarom kwam er toch landbouw op gang op de bergflanken. Naarmate het minder ging regenen verplaatste de landbouw zich naar de valleien. Muren rond de vroege nederzettingen zoals Jericho waren zo een bescherming tegen overstromingen en vijanden.

## Neolithicum
Met het ontstaan van landbouw begon het Neolithicum. Deze ontwikkeling was in veel opzichten een mijlpaal in de geschiedenis van de mens en onze planeet. Er moet overigens benadrukt worden dat het ontstaan van landbouw een geleidelijke ontwikkeling was, die vele generaties in beslag nam.
Gedurende het Neolithicum week het klimaat in Palestina nog steeds af van het huidige. Er viel niet alleen meer regen, deze viel ook in alle seizoenen.

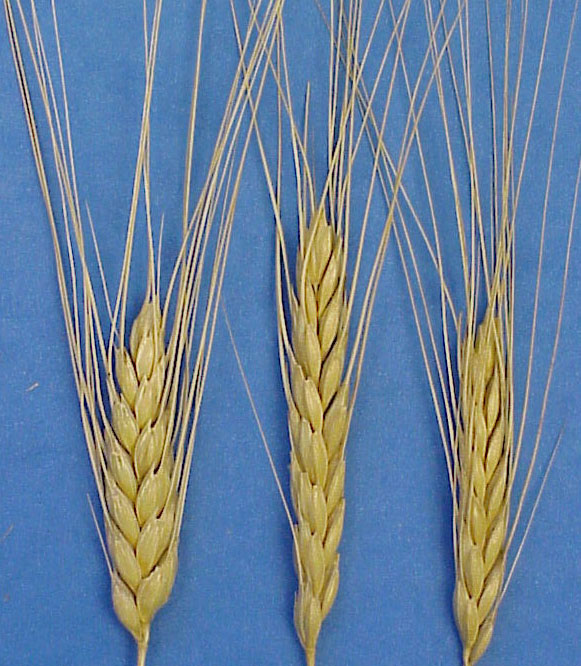
emmerkoren

Emmertarwe was het eerste gewas dat gedomesticeerd werd. In deze streken groeide het emmerkoren van nature. De oudste bewijzen van landbouw zijn koolstofdateringen van emmerkoren die gedateerd zijn op ~8500 v.Chr..
De nieuwe wijze van voedselvoorziening leidde tot bevolkingsgroei. Nederzettingen verschenen in het hele gebied waar de landbouw werd ontwikkeld, ook in Anatolië en Mesopotamië en spoedig ook in de aangrenzende gebieden, waarheen zaaigoed werd meegenomen door migranten. Zij zouden kolonies stichten op de eilanden (Cyprus, Santorini, Minoïsch Kreta) en ten slotte ook op het vasteland van Griekenland en de Balkan.
Door de stamvrouwen werd de Pottenbakkerskunst beoefend en verbeterd. Zij ontwierpen ook een systeem om de potten te merken, zodat men wist welk zaaigoed waar en voor wie werd bewaard. De mannelijke leden van de samenleving gingen nog geruime tijd voort met jagen en met visvangst. Zij kwamen waarschijnlijk slechts sporadisch te hulp in het huishouden en in de bijbehorende land- en tuinbouwwerken. Pas toen de technieken nog verbeterd werden en de ploeg werd ontworpen, was het aan de mannen om de zwaardere klussen te helpen klaren.

### Nederzettingen
Doordat er meer monden gevoed konden worden, namen de nederzettingen in omvang toe. Veel dorpen waren aanzienlijk groter dan de nederzettingen van de Natufische cultuur. Ten noordoosten van de Dode Zee is een neolithisch dorp opgegraven, 'Ain Ghazal, dat naar schatting zo'n 2000 inwoners telde. Jericho was nauwelijks kleiner.
Van 8350 tot 7370 v.Chr. was Jericho al een nederzetting van vier hectare, omringd door een stenen muur met een stenen toren. Voor zover bekend is dit de eerste keer dat een dergelijk versterkt bolwerk werd gebouwd. De 'stadsmuur' omringde kleine, ronde huizen van kleisteen. De geringe omvang van de huizen is reden om te denken dat er per huis slechts één gezin leefde: ouders met hun kinderen. Er zijn in Jericho ook gedomesticeerde graansoorten en restanten van de jacht op wild gevonden. Men spreekt hier van het Prekeramisch Neolithicum A.
In de lagen van 7220 tot 5850 v.Chr. vonden archeologen in Jericho een uitgebreide verzameling gedomesticeerde planten en tekenen van mogelijke domesticatie van schapen. Er is ook sprake van een cultus waarbij menselijke doodshoofden werden bewaard, waarvan in sommige gevallen de gelaatstrekken en ogen gereconstrueerd waren. Deze periode wordt Prekeramisch Neolithicum B genoemd.
Archeologen hebben ontdekt dat grotere nederzettingen op zulke afstanden van elkaar werden gevestigd, dat men vanuit de ene de andere net niet kon zien. Dit impliceerde dat het zichtbare omringende gebied bij de vestiging hoorde. Zo een systeem werkte goed in heuvelachtig landschap, waar de vestiging in principe telkens centraal in een kom lag. In grotere vlakten zou een dergelijke terreinafbakening problematischer zijn.

### Handel en contacten
In 7000 v.Chr. trokken handelaars rond via de vanouds bekende routes. Kanaän werd doorgangsgebied voor handel. Er waren op die manier indirecte contacten met Mesopotamië, Elam en de Indusvallei (via Dilmun). Via verbeterde vissersboten werden blijvende contacten onderhouden tussen de eilanden, ook de Cycladen die de een na de ander werden bevolkt, en gelijktijdig ook het vasteland.
Het feit dat Jericho al vroeg ommuurd werd met zelfs een uitkijktoren wijst erop dat de nederzetting zich moest beschermen, iets wat bijvoorbeeld bij Çatal Hüyük niet nodig bleek. Dit kan erop wijzen dat de relatief smalle strook van Kanaän nog steeds doortochtgebied was van rondtrekkende horden die zich eventueel aan de opgeslagen rijkdommen zouden vergrijpen.

### De Vruchtbare Halvemaan

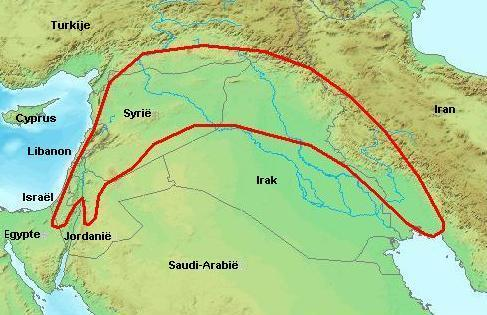
Situering van de Vruchtbare Sikkel

De door de mesopotamische Obeidcultuur gemaakte artefacten zijn langs de hele kust van Arabië gevonden. Hieruit blijkt de groei van een handelssysteem, dat zich uitstrekte vanaf de Middellandse Zee tot Oman.
In de Vruchtbare Sikkel (ook Vruchtbare Halvemaan) was er in deze tijd een algemene toename van het aantal nederzettingen. Deze waren sociaal geordend rond of nabij een gemeenschappelijke cultusplaats, waar ook de voorraden werden beheerd, zoals zaaizaad, olie, grondstoffen voor pottenbakken en textiel.
In de omgeving van Jericho zijn graven uit de steentijd ontdekt waarin de lijken in foetushouding waren geborgen. Ze bleken in feite tweemaal te zijn bijgezet. Eerst waren ze ontvleesd en werden de knoken bijgezet. Na enige tijd werd het graf opnieuw geopend en de schedel weggehaald en kunstig bewerkt. In de oogkassen werden kaurischelpen uit de Rode Zee geplaatst. De onderkaak werd niet meegenomen. Schedels waren vaak versierd met juwelen, wat kan wijzen op een vooroudercultus.
In de grote vrije natuur tussen de nederzettingen was ruimte voor jacht en veehouderij. Voornamelijk schapen en geiten werden als eerste gedomesticeerd. Ook de oeroude verbindingswegen bleven daar behouden voor grotere karavanen van trekkers die vee, grondstoffen en afgewerkte goederen uitwisselden tussen nabije en verdere nederzettingen. Dit net van begaanbare paden, sloot feilloos aan op wat de zijderoutes zouden worden en ook op de waterroutes, zowel over de rivieren als over zee.
Vanaf het vierde millennium leidde de ontwikkeling van de landbouwgemeenschappen overal tot aaneengroei in grotere nederzettingen. De grootste of meest bezochte werden geleidelijk omgevormd tot steden. Hun gemeenschappelijke infrastructuur was uitgebreider en geavanceerder. Ze kregen vaak grotere tempels, die eventueel door meerdere nederzettingen in de omgeving werden benut.
Rond deze tijd werd ook het zeil ingevoerd. Daarmee werden de rivieren belangrijke verkeersaders en was uitwisseling van cultuur en goederen over grotere afstanden mogelijk. Dit leidde tot relatieve harmonisering van de culturele verworvenheden in de wijdere omgeving van Egypte tot Anatolië, Mesopotamië en het ertussenin liggende Kanaänitische gebied.
De Mesopotamische cultuur was nadrukkelijk aanwezig in Susa en in Syrië en Anatolië in deze zogenaamde Urukperiode. Via rolzegels werden de eerste pictogrammen als herkenningsteken afgedrukt op kleitabletten, die met een touwtje aan potten werden gehangen. Mede door de groeiende handel met het Middellandse Zeegebied, de Levant, Klein-Azië en het gebied langs de Perzische Golf, en de daardoor noodzakelijk geworden documentatie en administratie, ontstond aan het eind van het Neolithicum het schrift.

## Kopertijd
Met de ontwikkeling van metaalbewerking begint de kopertijd. In Zuidwest-Azië is dit de laatste fase van de prehistorie.
Koper is tamelijk zacht en komt niet in grote hoeveelheden in de grond voor. Er werden hoofdzakelijk sieraden en voorwerpen bestemd voor religieuze plechtigheden van gemaakt. De meeste gebruiksvoorwerpen waren nog steeds van hout of steen.
De vraag naar koper stimuleerde de handel, in het bijzonder de langeafstandshandel. De geëxploiteerde kopermijnen lagen op grote afstand van de meeste centra van menselijke beschaving. Koper was daardoor bij uitstek een luxeartikel en een teken van hoge status; alleen de elite slaagde erin het te bemachtigen. Krijgers beheersten de handel in koper. Aldus droeg de nieuwe techniek bij aan een proces van toenemende sociale stratificatie.
Ook in Palestina is sociale differentiatie aangetoond. In deze periode ontstonden grotere dorpen die de kleinere omringende dorpen aan zich ondergeschikt maakten. De Engelse literatuur spreekt van chiefdoms.